# Josephine Barstow
Josephine Barstow DBE (Sheffield, 27 de setembre de 1940) és una soprano anglesa amb destacats dots d'actriu. Molt apreciada especialment a Anglaterra, on ha desenvolupat la part central de la seva trajectòria.
Es va educar a la Universitat de Birmingham; i debutà com a Mimi, a La Bohème, el 1964. Va estudiar en el London Opera Centre, cantant la Violetta de La Traviata amb la Sadler's Wells Opera Company. El 1969 va debutar en el Covent Garden, amb l'obra Peter Grimes.
Altres rols han estat Alice Ford, de Falstaff, Santuzza a Cavalleria rusticana, i Leonore Fidelio en dues òperes de Sir Michael Tippett: The Knot Garden (Denise) i The Ice Break (Gayle). Al Festival de Glyndebourne va interpretar Lady Macbeth, Elettra i Leonore.
Amb la English National Opera va interpretar Violetta, Emilia Marty (El cas Makropoulos), Natasha (Guerra i Pau), Salome, Aïda, Arabella, Lady Macbeth of Mtsensk i Der Rosenkavalier a més de Gloriana, Marie, Kostelnicka en l'última etapa de la seva carrera.
També ha cantat al Metropolitan Opera, Wiener Staatsoper, Festival de Salzburg, Múnic, Tòquio, Chicago, San Francisco, Flandes, Madrid, Lisboa, Hamburg, Oviedo, Miami i altres cases d'òpera.
El 1995 va ser nomenada Dama de l'Imperi Britànic.

## Discografia

### CD
- Albert Herring (Steuart Bedford), 1996.
- Un ballo in maschera (Herbert von Karajan), 1989, DG.
- Gloriana (Charles Mackerras), 1993, Decca.
- The Knot Garden (Colin Davis), 1974, Philips.
- Street Scene (John Mauceri), 1991, Decca.
- Kiss Me Kate (Porter) - John McGlinn.
- Wozzeck (Berg) - Paul Daniel.
- Jenůfa (Janáček) - Charles Mackerras.
- Opera Finales (Salome, Médée, The Makropulos Affair, Turandot) (John Mauceri), 1990, Decca.

### DVD
- Un ballo in maschera (Sir Georg Solti), 2005.
- Gloriana (Paul Daniel), 2000.
- Idomeneo (John Pritchard), 1974.
- Macbeth (John Pritchard), 1972.
- Owen Wingrave (Kent Nagano), 2001.